# Aquaporine

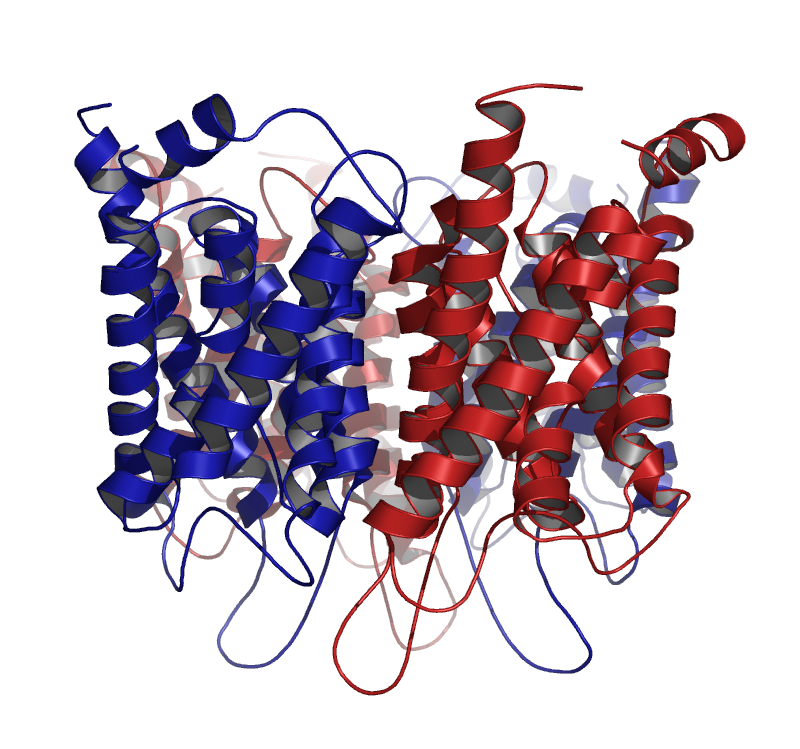
Lateraal aanzicht van aquaporine 1, röntgenkristallografische structuur (PDB:).

Aquaporinen, ook wel waterkanaaltjes genoemd, zijn een groep kanaaleiwitten in de membranen van cellen die het transport van water vergemakkelijken. Membranen van verschillende bacteriën, schimmels, dieren- en plantencellen zijn meestal rijkelijk voorzien van aquaporines en hebben hierdoor een relatief vlotte diffusie van water in en uit de fosfolipide-dubbellaag.
Aquaporines zijn opgebouwd uit zes alfa-helixdomeinen die het membraan geheel overspannen. Zowel de N-terminus als de C-terminus bevinden zich aan de cytosolische zijde. Een aquaporine bevat twee hydrofobe lussen met een geconserveerd NPA-motief (asparagine-proline-alanine) dat een vatstructuur vormt. Deze structuur is het daadwerkelijke kanaal waardoorheen watermoleculen kunnen bewegen.
Omdat aquaporines meestal open zijn en in vrijwel elk celtype voorkomen, is men snel geneigd te zeggen dat water van zichzelf gemakkelijk door het celmembraan beweegt. Water is weliswaar in staat om het celmembraan te passeren door middel van diffusie omdat het een klein molecuul is, maar aangezien water een polaire verbinding is, verloopt dit diffusieproces relatief langzaam: het meeste water diffundeert via de aquaporinen.
De Nobelprijs voor de Scheikunde werd in 2003 toegekend aan Peter Agre voor de ontdekking van de aquaporine en aan Roderick MacKinnon voor zijn werk aan de structuur en het mechanisme van kaliumkanalen. Een genetisch defect van aquaporinen is in verband gebracht met verschillende menselijke ziekten, waaronder nefrogene diabetes insipidus en neuromyelitis optica.